# Pedro Azagra Blázquez
Pedro Azagra Blázquez (Madrid, 1968) es consejero delegado (CEO) del Grupo Iberdrola desde el 24 de junio de 2025.

## Formación
Licenciado en Administración y Dirección de Empresas por la Universidad Pontificia Comillas - ICADE (Madrid) y MBA por la Universidad de Chicago (Graduate School of Business).

## Trayectoria profesional
Fue anteriormente director de Estrategia en Grupo Iberdrola desde 1997. Previamente trabajó en la División de Banca de Inversión de Morgan Stanley en Londres y en Madrid.
En 2022 se trasladó a Londres para ocupar el cargo de Director General de Desarrollo. En junio de ese mismo año fue nombrado consejero delegado de la sociedad subholding Avangrid, Inc., sociedad que cotizó en la Bolsa de Nueva York hasta diciembre de 2024. Pedro Alzagra desempeñó el cargo de CEO de esta filial de Iberdrola en Estados Unidos hasta junio de 2025.
En junio de 2025 deja el cargo para ser el nuevo consejero delegado del Grupo Iberdrola. También ha sido representante empresarial español en Estados Unidos, asistiendo a encuentros internacionales como los organizados por la Cámara de Comercio de España - Estados Unidos de Nueva York, los cuales han contado con la presencia de Felipe VI. Es miembro del Consejo de Administración y del Comité Ejecutivo de Edison Electric Institute (EEI) de los Estados Unidos de América y miembro del Consejo de Administración de Yale New Haven Hospital de Connecticut.